# Zsung Ning-ning
Zsung Ning-ning (kínaiul: 荣宁宁) (1997. október 5. –) kínai szabadfogású női birkózó. A 2018-as birkózó-világbajnokságon aranyérmet nyert az 57 kg-os súlycsoportban. A 2018-as Ázsia Bajnokságon aranyérmet nyert 59 kg-os súlycsoportban.

## Sportpályafutása
A 2018-as birkózó-világbajnokságon az 57 kg-os súlycsoport döntőjében a bolgár Biljana Zsivkova Dudova volt az ellenfele. A mérkőzést megnyerte 10–0-ra.
A 2019-es birkózó-világbajnokságon az 57 kg-os súlycsoport döntőjében a japán Kavai Riszako volt ellenfele. A japán nyert 9-6-ra.